# Faustulus
Faustulus – postać w mitologii rzymskiej. Był pasterzem króla Amuliusa. Znalazł małych Romulusa i Remusa, którzy zostali wyrzuceni w fale rzeki Tyber. Odnalazł ich w norze wilczycy, zabrał ich do swego domu gdzie wraz z żoną Acca Larentia zaadoptował i wychował.
Miał zginąć przypadkową śmiercią, gdy usiłował rozdzielić walczących między sobą Romulusa i Remusa.